# Taghzout (Bouira)
Taghzout è un comune dell'Algeria, situato nella provincia di Bouira.